# Herzogtümer in Schlesien

Herzogtümer in Schlesien als ein Teil der Böhmischen Krone innerhalb des Heiligen Römischen Reichs (1618)

Die Herzogtümer in Schlesien sind durch zahlreiche Erbteilungen aus dem ursprünglichen Herzogtum Schlesien entstanden, das zum polnischen Staatsverband der Piasten gehörte und anschließend mit der Aufhebung des Senioratsprinzips unter den Schlesischen Piasten die politische und dynastische Unabhängigkeit erlangte.

## Geschichte

### Entstehung
Nach dem Tode des Herzogs Bolesław III. Schiefmund 1138 wurde das Senioratsprinzip eingeführt und das Königreich Polen in mehrere Herzogtümer aufgeteilt. Eines davon war das Herzogtum Schlesien unter Seniorherzog Władysław II. dem Vertriebenen, der die Linie der Schlesischen Piasten begründete.
Władysław II. sah sich mit der Gegnerschaft seiner vier Halbbrüder konfrontiert, die mit dem Erzbischof von Gnesen und dem Adel verbündet waren. Der durch den Herzog verursachte Sturz des Palatins 1145 führte ein Jahr später zu dessen eigener Vertreibung aus dem Lande. Władysław suchte beim Halbbruder seiner Gemahlin Agnes von Babenberg, dem deutschen König Konrad III., Zuflucht. Zwar unternahm 1146 Konrad III. und 1157 dessen Nachfolger Kaiser Friedrich I. Barbarossa einen Kriegszug gegen Polen. Im Vordergrund ihrer Unternehmungen stand aber die Wiederherstellung der Lehnsabhängigkeit Polens vom Römischen Reich. Da der nachgerückte Seniorherzog Boleslaus IV. Kraushaar diese anerkannte, erreichte er eine vorläufige Einigung mit den deutschen Herrschern, zumal da er Verhandlungen über die Wiedereinsetzung des im thüringischen Altenburg im Exil lebenden Władysław versprach, allerdings ohne zu solchen zu erscheinen.
Als sich Friedrich nach seinem Italienzug wieder der Angelegenheit zuwandte, war Władysław 1159 bereits verstorben. Der Kaiser erreichte 1163 jedoch für die drei Söhne, dass sie Schlesien als Erbe ihres Vaters übertragen bekamen. Diese standen auch nach ihrer Einsetzung als Herzöge von Schlesien unter dem Schutz des Kaisers; waren allerdings – trotz der Einbindung ihres Landes in die Senioratsverfassung Polens – zur Tributzahlung verpflichtet.
Nach dem Ende der Senioratsverfassung 1202 wurden die schlesischen Piasten allerdings staatsrechtlich zu unabhängigen Herrschern ihrer Gebiete, auch wenn die Kontakte zwischen den einzelnen Piastenlinien nicht abrissen und das Zusammengehörigkeitsgefühl weiterlebte.

### Inkorporation in die Krone Böhmens
Infolge der eigenen Schwäche und Uneinigkeit schließlich vor die Wahl gestellt, ihre bisherige Unabhängigkeit durch Einverleibung durch Böhmen oder Polen zu verlieren, gaben sie dem reichszugehörigen, westlich eingebundenen Böhmen den Vorzug, von dem sie sich größere politische und wirtschaftliche Vorteile erhofften.
Vom Ende des 13. Jahrhunderts bis zur Mitte des 14. Jahrhunderts erfolgte die sukzessive Loslösung der schlesischen Herzogtümer von Polen und die Unterstellung unter die Lehnsherrschaft des Königs von Böhmen. Bereits 1289 hatte Kasimir II. von Cosel-Beuthen die Lehnshoheit Böhmens anerkannt, andere Oppelner Fürsten waren 1292 seinem Beispiel gefolgt. 1327 unterstellten sich die 17 schlesischen Teilherzogtümer endgültig unter die seit 1311 im Besitz des Hauses Luxemburg befindliche Krone Böhmens. Die Herzöge der Oppelner Länder und des Herzogtums Breslau (1327), von Herzogtum Liegnitz, Brieg, Oels, Sagan unter Heinrich IV. und Steinau (1329) begaben sich freiwillig unter die Lehnshoheit von Johann von Luxemburg (1311 bis 1346 König von Böhmen und Titularkönig von Polen 1311 bis 1335). Unter Druck erreichte König Johann die Huldigung des Herzogs von Glogau 1331.
Zwischen 1289 und 1335 stellten fast alle der bis dahin bestehenden Teilfürstentümer ihre Gebiete als ein Lehen an die Krone Böhmen, was mit dem Vertrag von Trentschin 1335 zwischen den Königen von Polen und Böhmen bestätigt wurde. 1336 folgte Münsterberg und 1364 Schweidnitz-Jauer.
Am 20. März 1339 nahm der deutsche König Ludwig der Bayer die von Böhmen neu gewonnenen schlesischen Gebiete formell in den Verband des Reiches auf und bestätigte sie als Reichslehen an den König von Böhmen.
1342 einigte sich auch der Breslauer Bischof Preczlaw von Pogarell mit dem böhmischen Herrscher und huldigte ihm für das Fürstentum Neisse. Wie schon der Vorgänger Kasimir III. 1348 im Vertrag von Namslau bestätigte König Ludwig der Große als König von Polen 1372 nochmals den Verzicht auf alle schlesischen Herzogtümer.
Karl IV. inkorporierte am 7. April 1348 in seiner Eigenschaft als deutscher König Schlesien – mit Ausnahme von Schweidnitz-Jauer – in das Königreich Böhmen. Er bestätigte und bekräftigte damit als Reichsoberhaupt in feierlicher Form die unmittelbare lehns- und staatsrechtliche Zugehörigkeit Schlesiens zum Königreich Böhmen und die mittelbare – über Böhmen – zum deutschen Reich.
In einem Vertrag hatte Bolkko von Schweitznitz mit Karl vereinbart, dass er Karl sein Mündel Anna zur Frau geben wolle und das Herzogtum auf Karls Erstgeboren übergehen sollte.
Durch seine Heirat mit der Erbin von Schweidnitz-Jauer Anna 1353, die mit ihm in Rom zur Kaiserin gekrönt wurde, leitete Karl IV. den Anfall auch des letzten noch freien schlesischen Fürstentums in die Wege. Anlässlich Annas Hochzeit hatte auch Annas Onkel Ludwig I. als künftiger polnischer König auf alle Ansprüche auf Schweidnitz zugunsten der Luxemburger verzichtet. Bolko selbst vermachte seiner Nichte Anna 1353 das Herzogtum. Obwohl Anna beim Tod Bolkos II. selbst nicht mehr am Leben war, gelangte Schweidnitz an den böhmischen König, Annas Sohn und Thronfolger Wenzel IV. Er war 1368 erst acht Jahre alt und wurde zur Wahrung des Erbes von seinem Vater Karl IV. volljährig erklärt.
Bereits 1348 inkorporierte der römisch-deutsche und böhmische König Karl IV. Schlesien rechtlich in die Krone Böhmen und damit zugleich in das Heilige Römische Reich. Da er die Bedeutung Schlesiens für das Reich betonen wollte, bestätigte er nach seiner Kaiserkrönung 1355 nochmals Schlesiens Zugehörigkeit zum Reich. Die schlesischen Fürsten blieben jedoch weiterhin böhmische Vasallen, verfügten allerdings über eigene Herrschaftsrechte. Da sie ihre Fahnlehen von der Krone Böhmen erhielten und nicht vom Reich, gehörten sie ab 1495 auch nicht zu den Reichsständen mit Sitz und Stimme im Reichstag.
Das Herzogtum Troppau und dessen Teilherzogtümer Jägerndorf und Leobschütz, deren Gebiete ursprünglich zur Markgrafschaft Mähren gehörten, zwischen 1337 und 1521 das Herzogtum Ratibor und das von diesem abgespaltene Loslau wurden vom Troppauer Zweig der Přemyslidenr regiert. Das Herzogtum Münsterberg gelangte 1456 durch Verkauf an Georg von Podiebrad, bei dessen Nachkommen es bis 1569 verblieb. Sie bildeten den Münsterberger Zweig der Herren von Podiebrad und gelangten nachfolgend auch an die Herzogtümer Oels und Bernstadt sowie zeitweise an Troppau, das ihnen von König Matthias Corvinus abgenommen wurde. Das Fürstentum Neisse gehörte den Breslauer Fürstbischöfen und das Gebiet des späteren Herzogtum Freudenthal zunächst den Přemysliden von Jägerndorf bzw. Ratibor. 1682 erlangte es durch die Verleihung des Herzogstitels an den Hochmeister des Deutschen Ordens Johann Caspar von Ampringen kurzfristig den Status eines Herzogtums. Da der Herzogstitel auf die Lebenszeit des Hochmeisters von Ampringen beschränkt war, erlosch das Herzogtum mit dessen Tod 1684.
Die bei den schlesischen Piasten verbliebenen Herzogtümer wurden in einzelnen Fällen testamentarisch als Leibgedinge an Herzogswitwen vergeben, die dann auch eigenständig oder als Vormund der noch nicht volljährigen Erben die Regentschaft ausübten.

### Habsburger Zeit
Alle Herzogtümer fielen nach ihrem Heimfall an den böhmischen Landesherrn, den ab 1526 die Habsburger stellten. Nach ihrem Heimfall wurden sie als Erbfürstentümer bezeichnet.
Im Zuge der Reformation wurde fast ganz Schlesien protestantisch. Friedrich II. von Liegnitz und Brieg, Oberlandeshauptmann der Herzogtümer in Niederschlesien und einer der einflussreichsten schlesischen Herzöge, unterstützte schon 1523 die lutherische Konfession.
Im Jahr 1537 setzte der Liegnitzer Herzog Friedrich II. entgegen den Vereinbarungen die brandenburgischen Hohenzollern als Erben ein, wurde aber schon 1546 zum Widerruf dieses Erbvertrags gezwungen. Als 1675 der letzte Herzog aus der herzoglichen Linie von Liegnitz, Georg Wilhelm, starb, der zugleich der letzte Piast war, erhob Kurbrandenburg Anspruch auf dessen Herzogtümer. Später konstruierte der Preußenkönig Friedrich II. daraus einen Anspruch auf ganz Schlesien für Preußen.
Als Folge des Dreißigjährigen Krieges (1618–1648) wurden die oberschlesischen Herzogtümer weitgehend rekatholisiert. Seit der zweiten Hälfte des 17. Jahrhunderts war Schlesien das wirtschaftlich wichtigste Gebiet der Habsburger Monarchie.
Einzelne Gebiete, die aus den Teilherzogtümern ausgegliedert wurden, erlangten ab dem Ende des 15. Jahrhunderts den Status einer Freien Standesherrschaft, die an nichtfürstliche Familien vergeben wurden.
Bis auf die Herzogtümer Teschen, Troppau und Jägerndorf sowie den südlichen Teil des Herzogtums Neisse, die bei Böhmen verblieben, sowie die in der zweiten Hälfte des 15. Jahrhunderts an Polen verkauften Herzogtümer Auschwitz, Sewerien und Zator fielen die schlesischen Erbfürstentümer und Freien Standesherrschaften nach dem Ersten Schlesischen Krieg an Preußen. 1813 wurden sie im Rahmen der Preußischen Reformen, die eine umfassende Neugliederung des preußischen Staates sowie eine Reform der Behördenorganisation verfolgten, aufgelöst. Die Gebiete der ehemaligen Fürstentümer wurden den neugeschaffenen politischen Verwaltungseinheiten der Regierungsbezirke inkorporiert.

## Herzogtümer
| - Herzogtum Auschwitz - Herzogtum Beuthen - Herzogtum Bernstadt - Herzogtum Bielitz - Herzogtum Breslau - Herzogtum Brieg - Herzogtum Cosel - Herzogtum Crossen - Herzogtum Falkenberg - Herzogtum Freudenthal - Herzogtum Freystadt | - Herzogtum Gleiwitz - Herzogtum Glogau - Herzogtum Haynau - Herzogtum Jägerndorf - Herzogtum Jauer - Herzogtum Klein Glogau - Herzogtum Leobschütz - Herzogtum Liegnitz - Herzogtum Löwenberg - Herzogtum Lüben - Herzogtum Loslau | - Herzogtum Münsterberg - Herzogtum Namslau - Herzogtum Neisse - Herzogtum Oels - Herzogtum Ohlau - Herzogtum Oppeln - Herzogtum Pleß - Herzogtum Prudnik - Herzogtum Ratibor - Herzogtum Rybnik - Herzogtum Sagan - Herzogtum Schlesien | - Herzogtum Schweidnitz - Herzogtum Schweidnitz-Jauer - Herzogtum Siewierz - Herzogtum Sprottau - Herzogtum Steinau - Herzogtum Strehlitz - Herzogtum Teschen - Herzogtum Troppau - Herzogtum Tost - Herzogtum Wohlau - Herzogtum Zator |

siehe auch Liste der Herzöge von Schlesien

## Freie Standesherrschaften
Die Freien Standesherrschaften entstanden ab dem ausgehenden 15. Jahrhundert. Sie wurden an nichtfürstliche Familien vergeben und verfügten über landesherrliche Rechte.
- Carolath–Beuthen
- Groß Wartenberg
- Loslau (ab 1515)
- Militsch
- Pleß
- Trachenberg

siehe Minder-Standesherrschaften in Schlesien

## Schlesische Gebiete, die 1742 nicht an Preußen fielen
Der nach der Teilung Schlesiens 1742 bei Österreich verbliebene und weiterhin zu den Ländern der Böhmischen Krone gehörige Landesteil wurde bis 1918 als Herzogtum Ober- und Niederschlesien oder auch Herzogtum Schlesien, umgangssprachlich als Österreichisch Schlesien bezeichnet.